# Gaspard Maillol
Pour les articles homonymes, voir Maillol.
Gaspard Maillol, né le 10 juillet 1880 à Barcelone et mort le 6 janvier 1946 à Paris, est un artiste peintre, graveur sur bois, aquarelliste, éditeur et papetier français.

## Biographie
Gaspard Maillol, neveu d'Aristide Maillol, est d'origine catalane mais il a essentiellement vécu en France. Il passe son enfance et son adolescence à Banyuls-sur-Mer, près de son oncle. Il fait ses études à Béziers, puis, attiré par la musique, il envisage d'entrer au conservatoire de Toulouse mais sa rencontre avec un peintre, József Rippl-Rónai, ami de son oncle, le conduit à opter pour la peinture.
Il va alors vivre à Paris, il dessine, peint, essentiellement des aquarelles et grave sur bois. Début mars 1905, il expose en compagnie de Marcel Lenoir en son atelier, avec Jean-Paul Dubray et Maurice Robin. Il expose d'abord dans diverses galeries, chez Eugène Druet (1907), à La Licorne, puis au Salon des indépendants, et au Salon d'Automne. Il se spécialise dans la xylographie, ce qui le conduit a s'intéresser à la fabrication du papier. A la demande de son oncle Aristide Maillol, qui cherche le papier idéal pour éditer les gravures destinées à orner Les Bucoliques, et le comte Harry Kessler il met au point une fabrication artisanale d'un papier de grande qualité, le papier Montval. Il crée, dans le quartier de Montval, commune de Marly-le-Roi, un atelier modeste (6 personnes) qu'il dirige.
Durant la guerre Gaspard Maillol est au front, brigadier d'artillerie,  et il dessine des églises qui seront gravées et publiées en 1926. Après la guerre, en 1919, Gaspard Maillol transfère son atelier de production de papiers au Mans. En 1925 il s'installe près d'Annonay avec son fils Raphaël où l'usine de Viladon-le-Bas a été mise à la disposition de son entreprise.
En 1930, il se retire et la société Canson poursuit la production de ce papier. Pour l'exposition universelle de 1937 (Paris), il accepte d'animer un atelier de maître-papetier dans le pavillon de la Pensée.
Gaspard Maillol meurt dans le 14e arrondissement de Paris.

## Publications

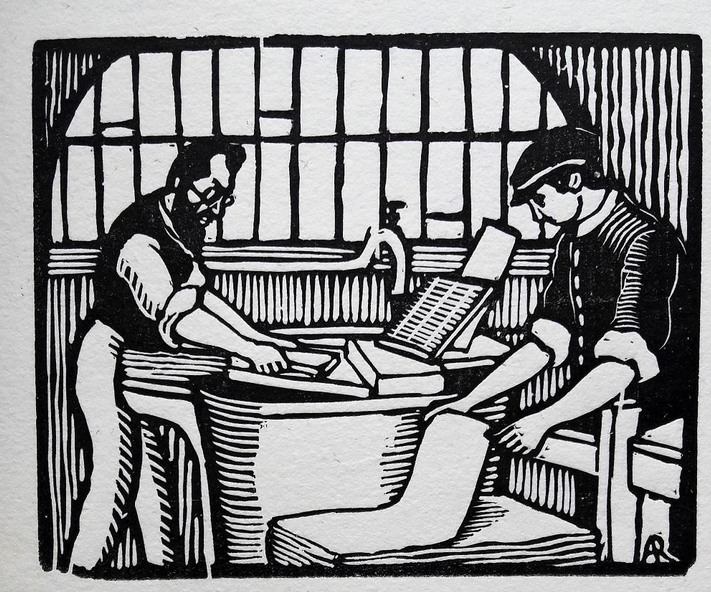
Auguste Rouquet : l'atelier de Montval (bois, 1927).

- Petites églises de la guerre,  album de bois dessinés et gravés aux armées par le brigadier Gaspard Maillol, préface de Paul Sentenac, Paris, 1926, éditions du Pégase, 42 p.lire en ligne sur Gallica.
- L'Art et les papiers de Montval et ceux de Vidalon, bois d'Auguste Rouquet, Paris, Galerie Drouant, 1927.
- Danseuses, bois gravés de Gaspard Maillol, préface de Jane Hugard, La presse à bras, 1932. Un volume en feuilles, comportant 12 grandes planches et 3 grandes vignettes, tiré à la presse à bras par Raphaël Maillol sur papier de Montval fabriqué à Vidalon-les-Annonay (Ardèche).

## Galerie

Petites églises de la guerre, album de bois dessinés et gravés  par le brigadier Gaspard Maillol
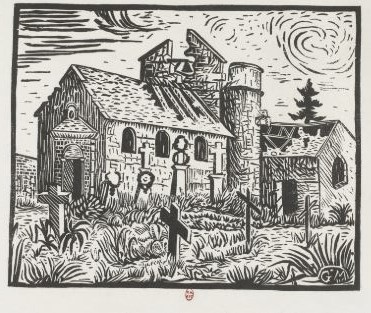
Église de Vassincourt
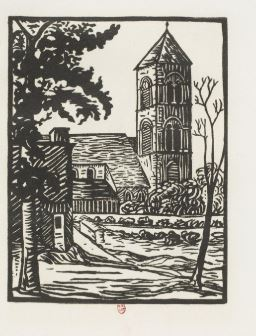
Le clocher d'Ambonnay
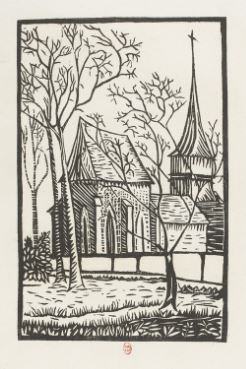
Église d'Offoy en hiver
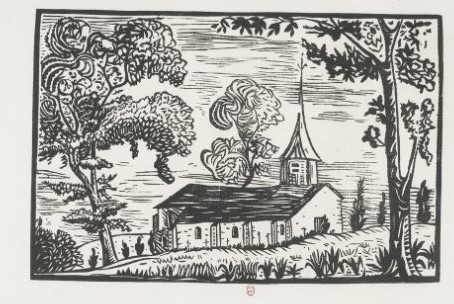
Église de Voilemont près de  Valmy
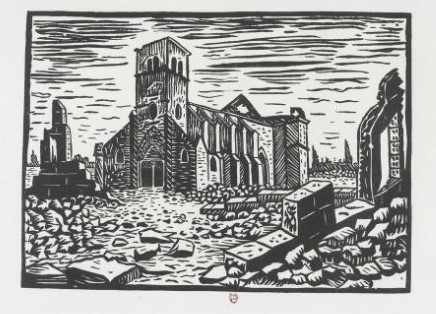
:Église de Révigny, Meuse